# Nolo contendere
En el ordenamiento jurídico de los Estados Unidos de América, el término latino nolo contendere —también usado en inglés como no contest, que puede traducirse como "no quiero contender", "no voy a contestar" o "no refuto los cargos"— hace referencia a una situación en la que, en un proceso judicial, la parte demandada no presenta un argumento o explicación que se pueda usar para probar que no es culpable o responsable de algo.

## Contenido
Se trata de un alegato exclusivo del derecho estadounidense a través del cual la parte demandada puede presentar en un juicio una declaración de nolo contendere, en vez de "culpabilidad" o de "inocencia", en cuya virtud no acepta ni rechaza la responsabilidad de los hechos que se le demandan o imputan.
El acusado que se declara nolo contendere se somete a una sentencia judicial igual que si fuera declarado culpable. La diferencia entre una declaración nolo contedere y una declaración de culpabilidad radica en que aquella no puede emplearse más tarde para probar un hecho ilícito en un juicio civil para demandar daños y perjuicios (mientras que la declaración de culpabilidad sí puede utilizarse).
Spiro Agnew una vez describió el alegato así: «I didn't do it, but I'll never do it again» (lo cual se traduce como "no lo hice, pero no volveré a hacerlo").

## Commonwealth
En los países de la Commonwealth, como Inglaterra y Gales, Canadá o Australia, no se permite la declaración de nolo contendere. El acusado debe presentar una declaración de "culpable" o "no culpable". Si un acusado se niega a presentar una declaración de culpabilidad, el tribunal registrará una declaración de "no culpable".